# Carcelia unisetosa
Carcelia unisetosa là một loài ruồi trong họ Tachinidae.